# Angelo De Gubernatis
Pour les articles homonymes, voir De Gubernatis.
Angelo De Gubernatis, né le 7 avril 1840 à Turin et mort le 20 février 1913 à Rome, est un ethnologue, philologue, orientaliste, historien de la littérature et dramaturge italien.
Très tôt impliqué dans la vie politique et scientifique de l’Italie au lendemain du Risorgimento, ce polygraphe francophile d’une extraordinaire vivacité d’esprit, d’une inlassable activité physique a écrit sur différents sujets allant de la mythologie comparée, le folklore, la littérature, à la biographie, et beaucoup voyagé, fondant des revues, des sociétés, des musées. Sanskritiste distingué, il a longtemps occupé les chaires de sanscrit et de littérature indienne à la Sapienza de Rome, et joué un rôle de premier plan dans l’introduction des cultures étrangères dans l’Italie unifiée.

## Biographie
D’une famille d’origine grecque anoblie en Provence, De Gubernatis a fait ses études à l’université de Turin notamment sous la direction de l’écrivain Michele Coppino, du latiniste Tommaso Vallauri et de l’historien Ercole Ricotti. Avant même d’avoir obtenu son diplôme, il était déjà professeur au gymnase de Chieri. En 1862, il se fait recevoir docteur avec une thèse historique contre les droits du Pape au pouvoir temporel, qui lui a valu les attaques des journaux cléricaux de la ville.
Tout juste diplômé, la lecture de l’Histoire comparée des langues sémitiques d’Ernest Renan l’ayant convaincu d’étudier le sanskrit, il obtient une bourse d’études à l’université de Berlin, où il entame des études de philologie avec le linguiste Franz Bopp et le sanskritiste Albrecht Weber.
Dès son retour à Florence, en novembre 1863, il a été nommé, par décision directe de Michele Amari, le célèbre orientaliste et ministre de l’Éducation en poste à l’époque, à la chaire de sanskrit et de philologie comparée à l’Istituto di Studi Superiori de Florence, où il devait fonder un musée indien et une Société asiatique italienne.
En 1865, il démissionne, pour motifs politiques, de cette chaire après son recrutement dans la Fraternité bakouninienne par Giuseppe Mazzoni, chez Giuseppe Dolfi. Un temps mobilisé par l’agitation sociale, il se brouille bientôt avec Bakounine après que celui-ci a brocardé son patriotisme, et rompt avec le révolutionnaire anarchiste, non sans avoir épousé sa cousine, la peintresse et traductrice russe, Sofia de Besobrasof, que ce dernier lui avait présenté lorsqu’elle était venue passer l’hiver à Florence.
Vers la même époque, en 1867, il réintègre sa chaire à Florence. Parlant aussi couramment le français, l’anglais, l’allemand, le roumain, que sa langue maternelle, il a été un grand voyageur. En 1869, il entreprend son premier voyage en Russie, où il retournera au mois de septembre de l’année 1876, comme délégué du Gouvernement italien au Congrès International des Orientalistes à Saint-Pétersbourg. Il visite la France à trois reprises. Au printemps de l’année 1878, il donne, à l’invitation de l’Institution Taylor, trois lectures sur Manzoni à l’université d'Oxford. Au mois de septembre de la même année, il est comme secrétaire-général du Congrès International des Orientalistes réuni à Florence. En septembre 1881, il assiste au Congrès des Orientalistes de Berlin. Au commencement de l’année 1885, il entreprend un voyage de deux mois en Hongrie et en Transylvanie. Au mois d’aout de la même année, il part pour l’Inde, où il passera huit mois, s’initiant aux mystères de la religion hindoue. Une partie de la collection des artéfacts qu’il a recueillis au cours de ce voyage est au Musée d’Anthropologie de Florence. 1898 le voit à Jérusalem.
Ayant écrit ses premières pièces de théâtre dès l’âge de dix-sept ans, il a traduit plusieurs drames indiens et composé diverses pièces originales. Ses œuvres littéraires et poétiques comprennent les drames Gala, Romolo, Il Re Nala, Don Rodrigo, Savitri, etc. On lui doit pareillement de nombreux articles de revues et la création de plusieurs périodiques. Il a notamment fondé : Letteratura Civile (1859) ; Italia Letteraria (1862) ; Civiltà Italiana (1865) ; Rivista Orientale (1867-68) ; Rivista Europea (1869-1876) ; Bollettino Italiano degli Studii Orientali (1876-80) ; Cordelia (1880-83) ; Revue Internationale (1883-1887) ; Giornale della Società Asiatica Italiana (1887-89).
Il a collaboré au Diritto, à la Monarchia Nazionale, à la Rivista Contemporanea, au Mondo Illustrato de Turin, au Museo di Famiglia, au Politecnico, à la Rivista minima, à la Perseveranza de Milan, à la Gioventù, au Borghini et à la Nazione de Florence ; à la Nuova Antologia, où il a écrit, pendant dix ans, une revue des littératures étrangères (1876-1887) ; au Courrier Littéraire, à la Nouvelle Revue, à la République Française de Paris ; à l’Atheneum et à la Contemporary Review de Londres ; à l’International Review de New York ; à la Deutsche Rundschau, aux Grenzboten, à l’Auf der Höhe de Sacher-Masoch, à la Deutsche Revue allemandes ; au Wyestnik Eyropi de Saint-Petersbourg, etc.
En 1878, il commence le Dizionarie biografico degli scrittori contemporanei (Dictionnaire international des écrivains du jour, Florence, Louis Niccolai, 2 vols). En 1887, il devient de plus directeur du Giornale della società asiatica (Revue de la société asiatique). Ses travaux sur l’Orient, sa littérature et la mythologie hindoue, incluent également la Piccola enciclopedia indiana (Petite encyclopédie indienne, 1867), les Fonti vediche (Sources védiques, en 1868), une étude de la zoologie mythologique, en 1872, puis une autre sur la flore dans la mythologie (1878). Il a, par ailleurs, édité la monumentale encyclopédie Storia universale della letteratura (Histoire universelle de la littérature, 23 vols, Milan, U. Hoepli, 1883-1885).

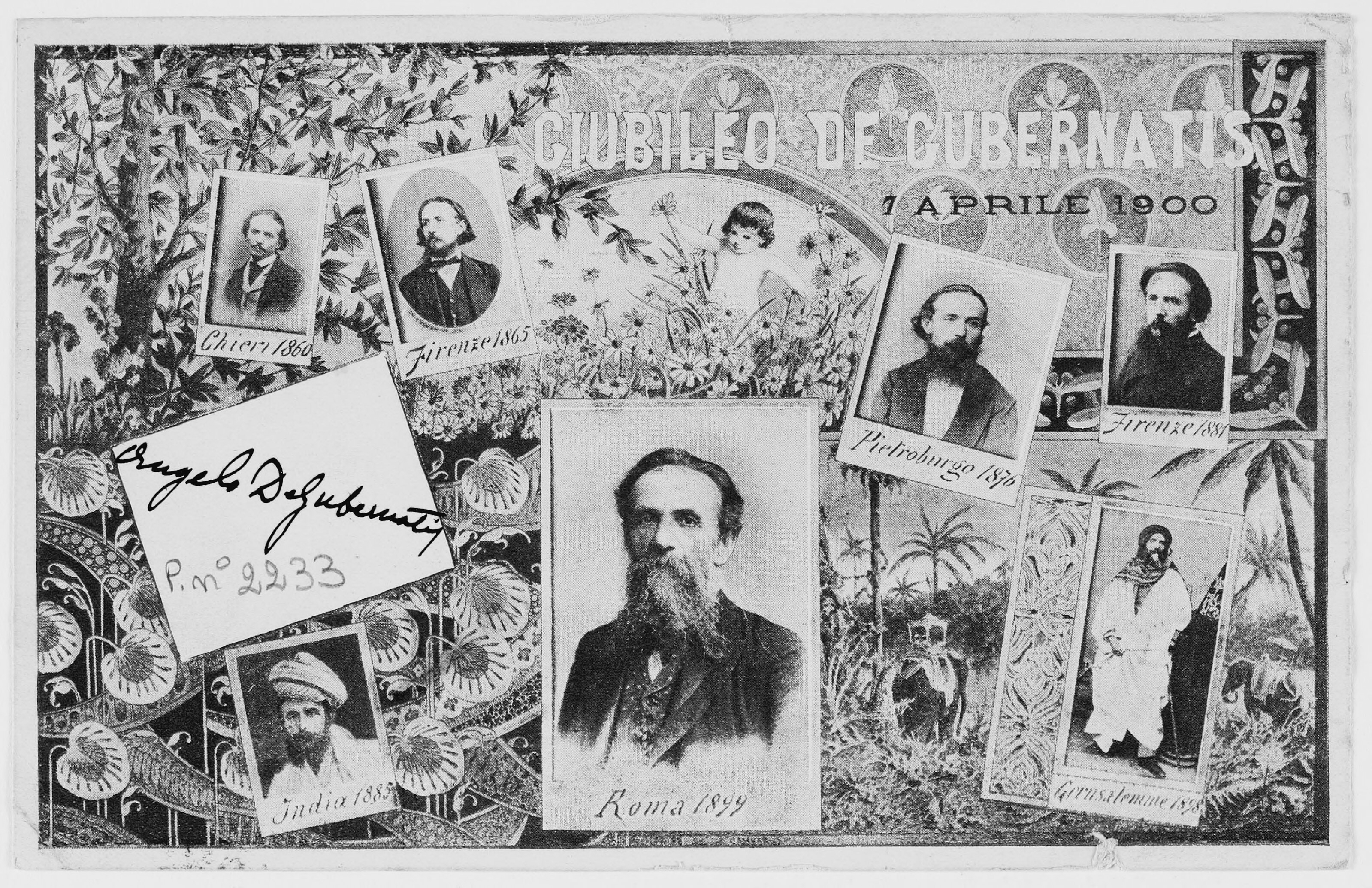
Jubilé de De Gubernatis.

Au printemps 1881, le roi Humbert confirme, pour lui et pour sa descendance, le titre de comte qui avait été porté par les chefs de deux branches, alors éteintes, de sa famille. Désormais un éminent orientaliste, poète et linguiste, le « Max Müller italien » intègre, en 1891, l’université La Sapienza de Rome.
Pacifiste convaincu, il a fait partie de la commission du Bureau international de la Paix de 1910 à 1912, et dédié, en 1890, à Renan, un livre sur la France, où il préconisait la constitution d’une triple-alliance idéaliste avec l'Allemagne, la France et l'Italie. Il était membre de l’Académie roumaine, membre correspondant étranger de l’Académie d’archéologie de Belgique, et membre honoraire de la Société des Traditions populaires.
Il a été proposé sans succès au prix Nobel de littérature, à 14 reprises entre 1906 et 1909, mais l’Académie française lui a décerné le prix Bordin en 1908 pour la Poésie amoureuse de la Renaissance italienne. Parmi les distinctions étrangères qu’il a reçues, la croix de commandeur de l’ordre de la Couronne de Wurtemberg, celle de commandeur de l’ordre de la Rose du Brésil, la médaille d’or des Benemerenti de première classe de Roumanie, les titres de Membre étranger de la Société Royale des Indes-Néerlandaises, de Membre honoraire de la Royal Asiatic Society de Bombay, de Membre de la Société américaine de philosophie de Philadelphie, de l’Académie Nationale des Sciences de Budapest, de l’Académie des sciences de Belgrade, etc. Il était le frère de la pédagogue Teresa de Gubernatis.

## Publications

### Travaux scientifiques
- Santorre Santa Rosa, 1860.
- Giovanni Prati, 1861.
- I primi venti inni del Rigveda, texte et traduction, Florence, G. Polverini 1864.
- La vita ed i miracoli del Dio Indra, Florence, Tip. delle Muse, 1866.
- Studii sull’epopea indiana, Florence, Turin Löscher, 1868.
- Fonti vediche dell’epopea, Florence, Tipografia Fodratti, 1867.
- Piccola enciclopedia indiana, Rome ; Turin ; Florence, E. Loescher ; Cellini, etc., 1867.
- Storia comparata degli usi nuziali, Milano, E. Treves, 1869.
- Le Novelline di Santo Stefano di Calcinaia precedute da una introduzione sulla parentela del mito con la novellina, Torino, A. F. Negro, 1869.
- Mythologie Zoologique : ou Les Légendes animales [« Zoological mythology or The legends of animals »]  (trad. de l'anglais par Paul Regnaud, traduit en allemand par Martin Hartmann), t. 1, Paris, A. Durand et Pedone-Lauriel, 1874 (1re éd. 1872), 2 vol. in-8º (OCLC 3921874), t. 1 sur Gallica, t. 2 sur Gallica.
- Matériaux pour servir à l’histoire des études orientales en Italie, 1873.
- Francesco Dell’Ongaro, 1874.
- La Mythologie des plantes : ou les légendes du règne végétal, Paris, C. Reinwald et Cie, 1878-82, 2 vol. (OCLC 3130534), t. 1 Botanique générale 1878 ; t. 2, Botanique spéciale, 1882.
- Dictionnaire international des écrivains du jour, Florence, Louis Niccolai, 1891, 3 vol. 27 cm (OCLC 34333449), t. 1, A-Com sur Gallica, 1888, t. 2, Comes-Le Loup sur Gallica, 1890, t. 3, Lem-Zuc et compléments sur Gallica, 1891.
- Alessandro Manzoni, 1878.
- Il Manzoni ed il Fauriel, 1880.
- Dizionario biografico degli Scrittori contemporanei, 1880.
- Eustachio Degola, 1882.
- Carteggio dantesco del Duca di Sermoneta, 1883.
- Annuario della letteratura italiana, 1884.
- Storia Universale della letteratura, 18 vol., Milan, Hoepli, 1882-1885.
- Il Paradiso di Dante, dichiarato ai giovani italiani, Florence, Louis Niccolai, 1887.
- II Purgatorio di Dante dichiarato ai giovani italiani, Florence, Louis Niccolai, 1888.
- Storia comparata degli Usi Nuziali, Milan, Treves, 1869, deux éditions.
- Storia popolare degli Usi Funebri, 1873.
- Storia comparata degli Usi Natalizii, 1878.
- La Vita ed i miracoli del Dio Indra nel Rigveda, 1866.
- Le fonti vediche dell’epopea, 1867.
- Letture sopra la Mitologia Vedica, 1874.
- Manuale di mitologia comparata, 1880
- Primi venti inni del Rigveda annotati e tradotti, 1865
- Piccola Enciclopedia Indiana, 1867.
- Gli scritti di Marco della Tomba, avec introduction, 1878.
- Letteratura Indiana, 1883.
- Archeologia Indiana.
- Storia dei viaggiatori italiani nelle Indie, 1875.
- La Hongrie politique et sociale, 1885.
- Peregrinazioni indiane, 3 vol., Florence, Louis Niccolai, 1886-87.
- La Roumanie et les Roumains : impressions de voyage et études, 1898.
- La Serbie et les Serbes : lectures et impressions, 1897.
- La Bulgarie et les Bulgares : journal de voyage et études, 1899.
- Dictionnaire international des écrivains du monde latin, 1906.

### Théâtre
- Sampiero, tragédie, 1858.
- Werner, drame en vers, 1859.
- Pier delle Vigne, tragédie représentée par Ernesto Rossi, 1860.
- Crescenzio, tragédie, 1860.
- Don Rodrigo ultimo Re dei Visigoti, drame en prose représenté par Ernesto Rossi, 1861
- La giovinezza di Sordello, drame en vers, 1862.
- Jacopo Bonfadio, tragédie, 1862.
- La morte di Catone, tragédie, 1863.
- Il Cavalier Marino, drame en prose, 1864.
- Il re Nala, trilogie dramatique, 1869-1870.La seconde partie a été traduite en allemand par Frédéric Marx.
- La morte del Re Dasarata, drame en vers représenté par Ernesto Rossi, 1871.
- Maya, 1872.
- Romolo, drame en vers, 1873.Traduit en polonais par le comte Ladislas Tarnowski.
- Romolo Augustolo, élégie dramatique, 1876.
- Savitri, idylle en deux actes, en vers, 1877.Traduite en français par Julien Lugol, en anglais par José Gerson da Cunha et représenté à Bombay en dialecte goujérate.

### Autres
- Prime note, poésies lyriques, 1864.
- Gabrielle, roman (paru en feuilleton dans la Perseveranza (it), 1866.